# Campionato del mondo di scacchi 1951
Il campionato del mondo di scacchi 1951 fu conteso tra il campione in carica Michail Botvinnik e David Bronštejn. Il match si concluse in parità, 12-12, permettendo a Botvinnik di conservare il titolo. Si svolse a Mosca tra il 15 marzo e l'11 maggio.
Fu il secondo campionato del mondo tenuto sotto l'egida della FIDE, e il primo in cui lo sfidante per il titolo mondiale era scelto attraverso la formula dei tornei interzonali e dei tornei dei Candidati. Arbitro principale era il cecoslovacco Karel Opočenský.

## Qualificazione
La prima fase delle qualificazioni fu il torneo interzonale di Saltsjöbaden (in Svezia), tenutosi tra il 2 aprile e il 16 maggio 1948. Venti giocatori parteciparono a questo torneo, affrontandosi in un girone all'italiana. Il vincitore di questo torneo fu David Bronštejn, che concluse a 13,5 punti su 19, davanti a László Szabó, Isaak Boleslavs'kyj e Aleksandr Kotov.
Il torneo dei candidati si svolse a Budapest, in Ungheria, nel 1950, tra dieci giocatori che si affrontarono in un doppio girone all'italiana. Originariamente vi dovevano partecipare i quattro partecipanti sconfitti al mondiale del 1948 (Keres, Smyslov, Reshevsky e Euwe) più Reuben Fine e i primi cinque classificati del torneo interzonale. Tuttavia né Reshevsky e Fine (che non ottennero il permesso dal Dipartimento di Stato per viaggiare in Ungheria) né Euwe parteciparono, liberando tre ulteriori posti per giocatori provenienti dall'interzonale.
I vincitori a pari merito furono David Bronstein e Isaac Boleslavsky, i quali si affrontarono in seguito prima in una sfida sulle dodici partite e poi, visto che questa era finita pari (2 vittorie ciascuno, 8 patte), in uno spareggio tenutosi a Mosca, che vide prevalere Bronstein.

## Campionato mondiale
Il campionato mondiale si giocò al meglio delle 24 partite; in caso di parità, Botvinnik avrebbe conservato il titolo.
Botvinnik fu molto vicino alla sconfitta, in quanto, a due partite dal termine, era in svantaggio di un punto. Il campione del mondo riuscì a vincere la ventitreesima partita, pareggiando l'ultima e conservando così il titolo.
Alcuni storici pensano che Bronstein sia stato costretto dai capi sovietici a perdere la penultima partita; tuttavia lo stesso Bronstein, nel 1995, nell'introduzione al suo libro L'Apprendista stregone (The Sorcerer's Apprentice) spiega che questa sconfitta fu dovuta alla pressione psicologica.
|                                       | 1 | 2 | 3 | 4 | 5 | 6 | 7 | 8 | 9 | 10 | 11 | 12 | 13 | 14 | 15 | 16 | 17 | 18 | 19 | 20 | 21 | 22 | 23 | 24 | Totale |
| ------------------------------------- | - | - | - | - | - | - | - | - | - | -- | -- | -- | -- | -- | -- | -- | -- | -- | -- | -- | -- | -- | -- | -- | ------ |
| Michail Botvinnik ( Unione Sovietica) | ½ | ½ | ½ | ½ | 0 | 1 | 1 | ½ | ½ | ½  | 0  | 1  | ½  | ½  | ½  | ½  | 0  | ½  | 1  | ½  | 0  | 0  | 1  | ½  | 12     |
| David Bronštejn ( Unione Sovietica)   | ½ | ½ | ½ | ½ | 1 | 0 | 0 | ½ | ½ | ½  | 1  | 0  | ½  | ½  | ½  | ½  | 1  | ½  | 0  | ½  | 1  | 1  | 0  | ½  | 12     |